# Parapheromia lichenaria
Parapheromia lichenaria är en fjärilsart som beskrevs av Richard F. Pearsall 1906. Parapheromia lichenaria ingår i släktet Parapheromia och familjen mätare. Inga underarter finns listade i Catalogue of Life.